# شهرستان کارتر (اکلاهما)
شهرستان کارتر، اکلاهما (به انگلیسی: Carter County, Oklahoma) شهرستانی در ایالات متحده آمریکا است که در اکلاهما واقع شده‌است.

## خصوصیات
شهرستان کارتر ۲٬۱۵۹ کیلومترمربع مساحت دارد.